# Lisina (gmina Raška)
Lisina (cyr. Лисина) – wieś w Serbii, w okręgu raskim, w gminie Raška. W 2011 roku liczyła 30 mieszkańców.